# تیم ملی فوتبال جوانان ایران
تیم ملی فوتبال زیر ۲۰ سال ایران یا تیم ملی فوتبال جوانان ایران نماینده فوتبال کشور ایران در مسابقات جوانان آسیا و بین‌المللی است که زیر نظر فدراسیون فوتبال ایران فعالیت می‌کند.

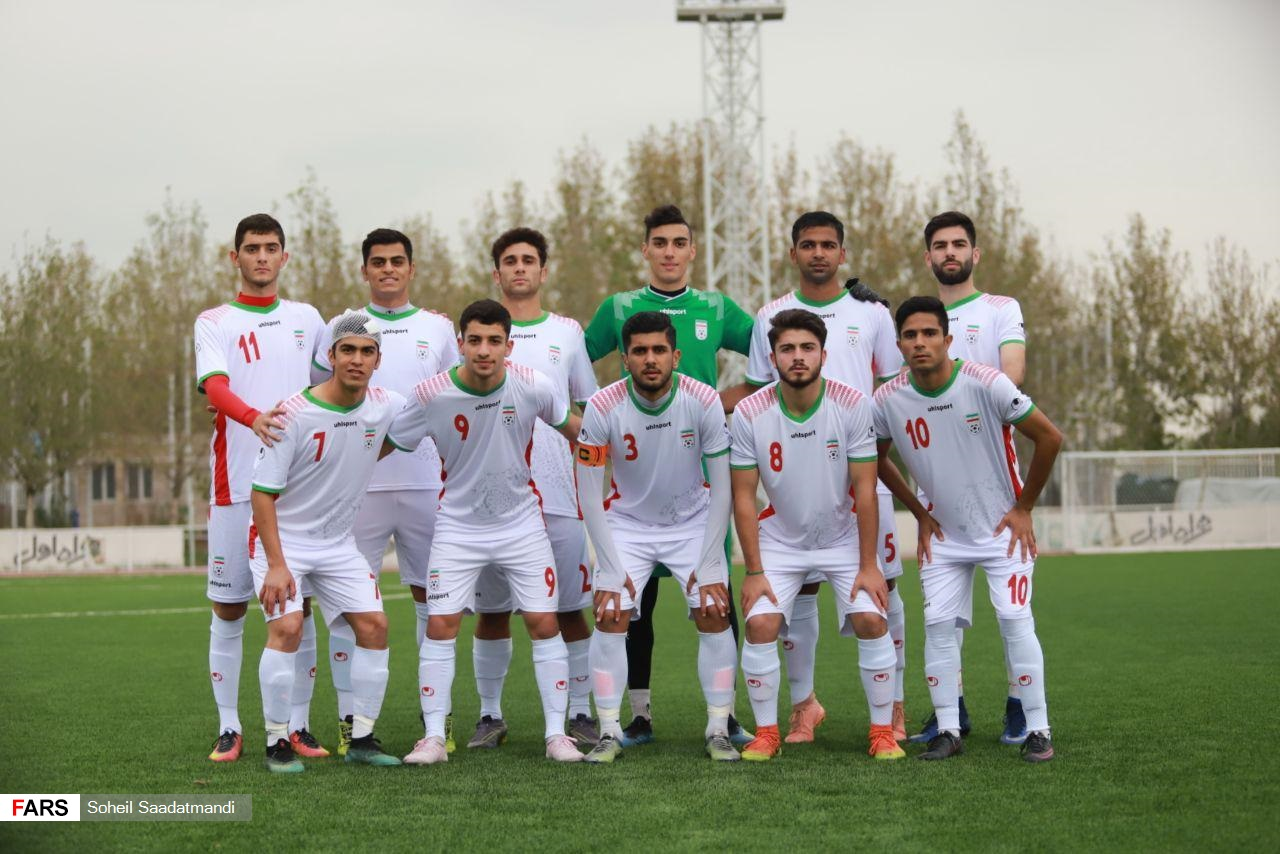
عکس گروهی تیم ملی در مهر ۱۳۹۸

## بازیکنان
آخرین به روز رسانی بهمن ۱۴۰۳.

| ۰#۰ | پست       | بازیکن                    | تاریخ تولد (سن)          | باشگاه   |
| --- | --------- | ------------------------- | ------------------------ | -------- |
| 1   | دروازه‌بان | آرشا شکوری                | ۱ اکتبر ۲۰۰۶ (۱۸ سال)    | هوادار   |
| 2   | مدافع     | نیما اندرز                | ۲۲ ژانویه ۲۰۰۶ (۱۹ سال)  | لگانس    |
| 3   | مدافع     | حسام نفری                 | ۷ مه ۲۰۰۶ (۱۸ سال)       | ذوب‌آهن   |
| 4   | هافبک     | علیرضا همایی‌فرد           | ۱۴ ژانویه ۲۰۰۶ (۱۹ سال)  | پرسپولیس |
| 5   | مدافع     | عرفان درویش‌عالی (کاپیتان) | ۲۲ مارس ۲۰۰۶ (۱۸ سال)    | فولاد    |
| 6   | هافبک     | سمیر حبوباتی              | ۴ فوریه ۲۰۰۶ (۱۹ سال)    | پرسپولیس |
| 7   | مهاجم     | اسماعیل قلی‌زاده           | ۱۸ فوریه ۲۰۰۶ (۱۸ سال)   | سپاهان   |
| 8   | هافبک     | امیرمحمد رزاقی‌نیا         | ۱۱ آوریل ۲۰۰۶ (۱۸ سال)   | گل‌گهر    |
| 9   | مدافع     | یعقوب براجعه              | ۲۶ ژانویه ۲۰۰۶ (۱۹ سال)  | پرسپولیس |
| 10  | مهاجم     | رضا غندی‌پور               | ۱۳ ژانویه ۲۰۰۶ (۱۹ سال)  | ملوان    |
| 11  | هافبک     | ماهان صادقی               | ۲۳ ژوئن ۲۰۰۶ (۱۸ سال)    | ملوان    |
| 12  | دروازه‌بان | آرمین عباسی               | ۲۰ مه ۲۰۰۶ (۱۸ سال)      | پرسپولیس |
| 13  | مدافع     | علی حسنی                  | ۱۳ اوت ۲۰۰۶ (۱۸ سال)     | فولاد    |
| 14  | هافبک     | عباس کهریزی               | ۳۱ ژانویه ۲۰۰۵ (۲۰ سال)  | پیکان    |
| 15  | هافبک     | مبین دهقان                | ۱۱ سپتامبر ۲۰۰۵ (۱۹ سال) | خیبر     |
| 16  | هافبک     | ابوالفضل زمانی            | ۱ مارس ۲۰۰۶ (۱۸ سال)     | استقلال  |
| 17  | هافبک     | محمد دیندار               | ۲۶ مه ۲۰۰۵ (۱۹ سال)      | هوادار   |
| 18  | مدافع     | ابوالفضل ذلیخایی          | ۹ مارس ۲۰۰۶ (۱۸ سال)     | استقلال  |
| 19  | مهاجم     | پوریا شهرآبادی            | ۱۵ ژوئن ۲۰۰۶ (۱۸ سال)    | گل‌گهر    |
| 20  | هافبک     | یوسف مزرعه                | ۱۳ ژوئن ۲۰۰۵ (۱۹ سال)    | فولاد    |
| 21  | مهاجم     | ابوالفضل موردی            | ۷ فوریه ۲۰۰۶ (۱۹ سال)    | فولاد    |
| 22  | دروازه‌بان | محمد گندمی                | ۰ اوت ۲۰۰۵ (۱۹ سال)      | پرسپولیس |
| 23  | مدافع     | سینا معظمی‌تبار            | ۲۴ دسامبر ۲۰۰۵ (۱۹ سال)  | سپاهان   |

|}

## کادر فنی
| پست            | اسم       |
| -------------- | --------- |
| سرمربی         | حسین عبدی |
| کمک مربی       |           |
| کمک مربی       |           |
| کمک مربی       |           |
| مربی دروازه‌بان |           |
| مربی بدنساز    |           |
| فیزیوتراپیست   | -         |
| تحلیلگر        | -         |
| پزشک تیم       | -         |
| مدیر تیم       | -         |
| مدیر فنی       | -         |

## مربیان پیشین
- زدراکو رایکوف (۱۳۴۹–۱۳۴۷)
- پرویز ابوطالب
- حشمت مهاجرانی
- الکساندر یاگودیچ
- جلال طالبی (۱۳۵۴–۱۳۵۶)
- محمود یاوری (۱۳۵۷)
- فریدون عسگرزاده (۱۳۶۱)
- محمود یاوری (۱۳۷۱)
- بهمن صالح‌نیا (۱۳۷۵)
- مهدی مناجاتی (۱۳۷۹–۱۳۸۰)
- حمید درخشان (۱۳۸۱)
- حمید علیدوستی (۱۳۸۳)
- محمد احمدزاده (۱۳۸۴–۱۳۸۵)
- نناد نیکولیچ (۱۳۸۵–۱۳۸۷)
- علی دوستی‌مهر (۱۳۸۷–۱۳۸۹)
- اکبر محمدی ارگی (۱۳۹۰–۱۳۹۲)
- رحیم میرآخوری (۱۳۹۲)
- علی دوستی‌مهر (۱۳۹۲–۱۳۹۳)
- امیرحسین پیروانی (۱۳۹۳–۱۳۹۶)
- فرهاد پورغلامی (۱۳۹۶)
- سیروس پورموسوی (۱۳۹۷–۱۳۹۹)
- داوود مهابادی (۱۳۹۹)
- صمد مرفاوی (۱۴۰۱–۱۴۰۲)
- علی دوستی‌مهر (۱۴۰۲–۱۴۰۳)
- حسین عبدی (۱۴۰۳–اکنون)

## سه بازی آخر
برد
      تساوی
      باخت
| تاریخ        | میزبان                      | رقیب              | رقابت                                   | نتیجه | گلزنهای ایران                              | گزارش |
| ۱۳۹۸         | ۱۳۹۸                        | ۱۳۹۸              | ۱۳۹۸                                    | ۱۳۹۸  | ۱۳۹۸                                       | ۱۳۹۸  |
| ------------ | --------------------------- | ----------------- | --------------------------------------- | ----- | ------------------------------------------ | ----- |
| ۱۵ آبان ۱۳۹۸ | ورزشگاه شهید دستگردی، تهران | قرقیزستان         | مقدماتی مسابقات قهرمانی زیر ۱۹ سال آسیا | ۰–۳   | برزگر ۵۳'، منظمی ۷۸'، سلمانی ۸۲' (پنالتی.) | گزارش |
| ۱۷ آبان ۱۳۹۸ | ورزشگاه شهید دستگردی، تهران | نپال              | مقدماتی مسابقات قهرمانی زیر ۱۹ سال آسیا | ۰–۴   | احمدی ۷۵'، جلالی ۸۴'، منظمی ۸۶'، برزگر ۹۰' | گزارش |
| ۱۹ آبان ۱۳۹۸ | ورزشگاه شهید دستگردی، تهران | امارات متحدهٔ عربی | مقدماتی مسابقات قهرمانی زیر ۱۹ سال آسیا | ۰–۲   | اسدآبادی ۴۵'، هاشم‌نژاد ۸۰'                 | گزارش |